# Furry Lewis
Furry Lewis (Greenwood (Mississipi), 6 de març de 1893 - Memphis, 14 de setembre de 1981) fou un guitarrista i compositor estatunidenc de blues.
Lewis va créixer a Memphis, on va aprendre a tocar la guitarra, especialment la guitarra hawaiana. Va treballar molt temps en un medecine chou, fins que va tenir un accident que va suposar l'amputació d'una cama. Es va convertir llavors en un songster, tocant amb bandes de corda, amb un ampli repertori, des del blues a les balades angloirlandeses de Memphis, Tennessee.

## Biografia
Cap al 1908, tocava sol per a festes, en tavernes, i al carrer, també tocava forces vegades amb la W. C. Handy's Orchestra.
El 1927, emigra a Chicago, on va gravar un bon nombre de temes, que van vendre poc però van tenir molt bona acollida entre els artistes de folk. Va tornar a Memphis el 1929, on va treballar d'escombriaire municipal, abandonant la música professionalment.
L'estil de Lewis, Blues de Memphis, era molt usat pels songsters que operaven dins i al voltant de Memphis durant els anys 20, en aquest estil, el valor d'una cançó es trobava en la història que relatava, i tendien a donar suport a les seves paraules amb riffs repetitius hipnòtics i guitarres amb slide subtils. La veu suau de Lewis i el treball ràpid amb slide, eren especialment eficaços en aquest estil. Va enregistrar molts temes a finals dels anys 20, entre ells; "Kassie Jones", "Billy Lyons & Stack-O-Lee" i "Jutge Harsh Blues" (més tard anomenat "Good Morning Judge").
Un enregistrament realitzat el 1959 per Folkways va rellançar la seva carrera i el va portar a actuar en festivals de blues i folk per tot el món. Es va associar, a més, amb músics de rock, com Don Nix o Leon Russell, a qui acompanyava a les seves gires; també va realitzar algunes aparicions en pel·lícules (al costat de Burt Reynolds, per exemple), i va gravar un gran nombre d'àlbums. Tot això va fer que es convertís en un músic famós.
Aquest èxit es limitava als discs barats per músics negres per a clients negres. Lewis no rebia ni fama ni fortuna per als seus esforços. El 1962, tanmateix, era enregistrat pel folklorista George Mitchell i es començava a recuperar. El 1969, Lewis era enregistrat pel productor Terry Manning, a casa den Lewis, que estava al llit de feia temps. Aquest enregistrament es va llençar a Europa per Barclay Records, i més tard durant els primers anys 90 per Lucky Seven Records als Estats Units, i una altra vegada el 2006 per Universal. La cançó de Joni Mitchell, "Furry Sings the Blues", (en el seu àlbum d'Hejira) tracta sobre Lewis i la música de Memphis, composta durant els primers anys 1970. (Lewis menyspreava la cançó de Mitchell i li reclamava de pagar-li royalties).
El 1972 va ser presentat a la Memphis Blues Caravan, que incloïa a Bukka White, Sleepy John Estes and Hammy Nixon, Memphis Piano Red, Sam Chatmon, and Mose Vinson.
En els seus anys finals, Lewis va perdre la vista a causa de cataractes, va contraure pneumònia el 1981 que el va dur a la mort el 14 de setembre d'aquell any amb 88 anys. Està enterrat al Cementiri Hollywood a Memphis del Sud, a la seva tomba hi ha dues lápides, la segona adquirida pels seus fans.
Abans de morir, Lewis va actuar dues vegades per als The Rolling Stones, va aparèixer en el The Tonight Show de Johnny Carson, i va tenir un paper en la pel·lícula Burt Reynolds, W.W. i el Dixie Dancekings (1975), i fins i tot un perfil a la revista Playboy.